# Funció de Prandtl-Meyer

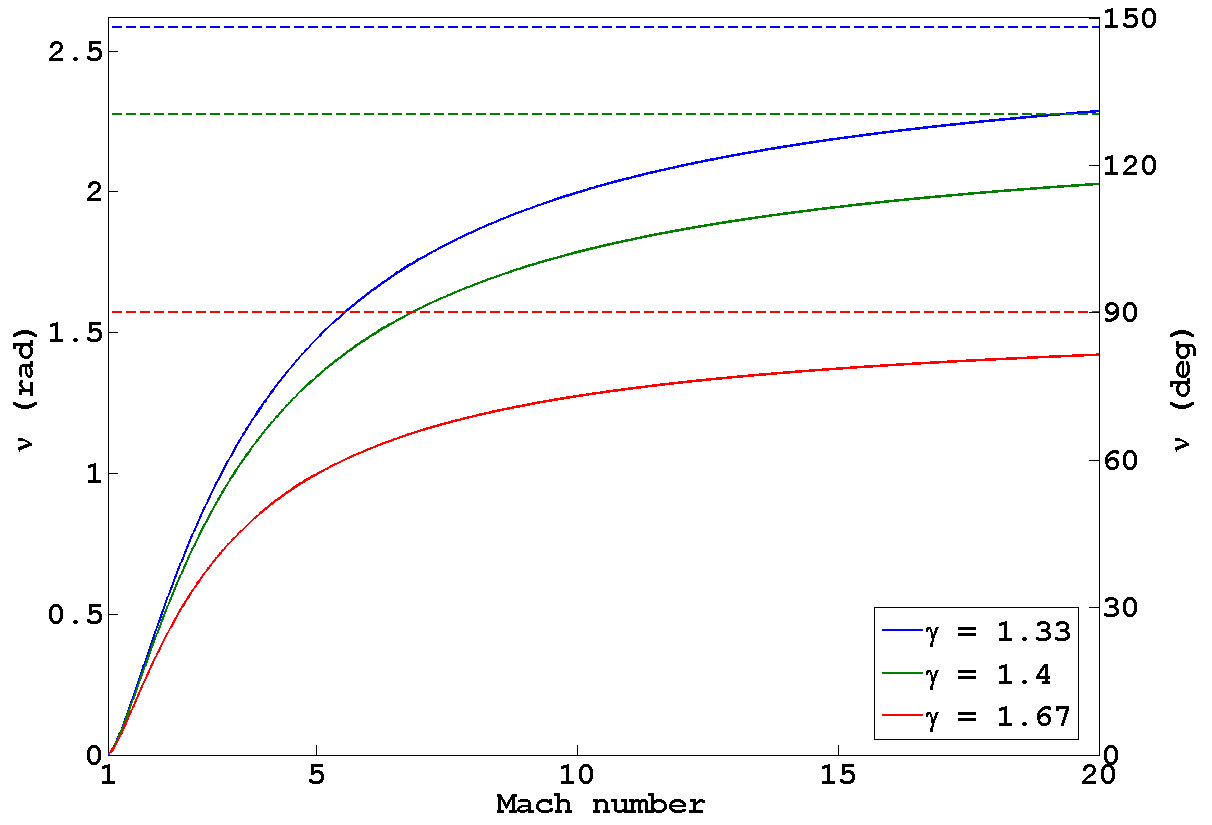
Variació de la funció de Prandtl–Meyer amb el nombre de Mach per diferents valors de la capacitat calorífica específica. Les línies de ratlles mostren el valor límit a mesura que el nombre de Mach tendeix a infinit.

En dinàmica de fluids, la funció de Prandtl-Meyer descriu l'angle a través del qual un fluid pot modificar la seva direcció de manera isentròpicament donats els valors inicials i finals de nombre de Mach. És l'angle màxim a través del qual un flux sònic (Ma = 1) pot girar en una cantonada convexa. Per un gas ideal, s'expressa comː
{\displaystyle {\begin{aligned}\nu (M)&=\int {\frac {\sqrt {M^{2}-1}}{1+{\frac {\gamma -1}{2}}M^{2}}}{\frac {\,dM}{M}}={\sqrt {\frac {\gamma +1}{\gamma -1}}}\cdot \arctan {\sqrt {{\frac {\gamma -1}{\gamma +1}}(M^{2}-1)}}-\arctan {\sqrt {M^{2}-1}}\\\end{aligned}}}
on {\displaystyle \nu \,} és la funció de Prandtl-Meyer, {\displaystyle M} és el nombre de Mach del flux i {\displaystyle \gamma } és la raó de les capacitats calorífiques.
Per conveni, la constant d'integració és tal que {\displaystyle \nu (1)=0.\,}.
Com que el nombre de Mach va de 1 fins a {\displaystyle \infty }, {\displaystyle \nu \,} pren valors del 0 fins {\displaystyle \nu _{\text{max}}\,}, onː
{\displaystyle \nu _{\text{max}}={\frac {\pi }{2}}{\bigg (}{\sqrt {\frac {\gamma +1}{\gamma -1}}}-1{\bigg )}}
| Per expansions isentròpiques:   | {\displaystyle \nu (M_{2})=\nu (M_{1})+\theta \,} |
| Per compressions isentròpiques: | {\displaystyle \nu (M_{2})=\nu (M_{1})-\theta \,} |

on {\displaystyle \theta } és el valor absolut de l'angle a través del qual el flux gira, {\displaystyle M} és el nombre de Mach del flux i els subíndexs "1" i "2" denoten les condicions inicials i finals respectivament.